# 议会山

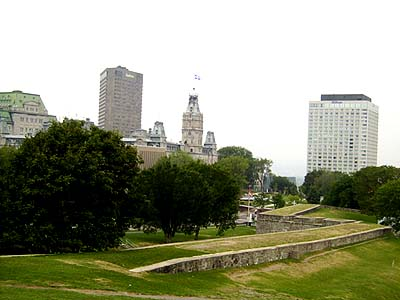
议会山

议会山（英語：Parliament Hill）位于魁北克市La Cité-Limoilou区，特别是魁北克老城 - 白角 - 议会山和圣让-巴蒂斯特（Saint-Jean-Baptiste）。山上除了魁北克省议会大厦，还有一些购物街、住宅区和公共绿地。
1985年，议会大厦建筑群被宣布为国家历史遗址。到目前为止，这是魁北克唯一的国家历史遗址。